# Memoriał Mariana Rosego 1984
Memoriał Mariana Rosego 1984 – 11. edycja turnieju żużlowego, który miał na celu upamiętnienie polskiego żużlowca Mariana Rosego, który zginął tragicznie w 1970 roku, odbyła się 14 lipca 1984 roku w Toruniu. Turniej wygrał Wojciech Żabiałowicz.

## Wyniki
- Toruń, 14 lipca 1984

| Msc. | Zawodnik              | Klub      | Pkt |  |  |
| ---- | --------------------- | --------- | --- |  |  |
| 1    | Wojciech Żabiałowicz  | Toruń     | 14  |  |  |
| 2    | Lillebror Johansson   | Szwecja   | 13  |  |  |
| 3    | Ryszard Czarnecki     | Rzeszów   | 12  |  |  |
| 4    | Grzegorz Dzikowski    | Gdańsk    | 11  |  |  |
| 5    | Tadeusz Wiśniewski    | Toruń     | 11  |  |  |
| 6    | Stanisław Miedziński  | Toruń     | 9   |  |  |
| 7    | Krzysztof Kwiatkowski | Toruń     | 9   |  |  |
| 8    | Zdzisław Rutecki      | Bydgoszcz | 6   |  |  |
| 9    | Eugeniusz Miastkowski | Toruń     | 6   |  |  |
| 10   | Lech Kędziora         | Grudziądz | 6   |  |  |
| 11   | Jan Ericsson          | Szwecja   | 5   |  |  |
| 12   | Jan Ząbik             | Toruń     | 5   |  |  |
| 13   | Ryszard Buśkiewicz    | Bydgoszcz | 3   |  |  |
| 14   | Marek Makowski        | Grudziądz | 3   |  |  |
| 15   | R. Christow           | Bułgaria  | 1   |  |  |
| 16   | R. Czakarow           | Bułgaria  | 0   |  |  |
|      | rez. Jan Woźnicki     | Toruń     | 6   |  |  |